# Ateuchus bordoni
Ateuchus bordoni är en skalbaggsart som beskrevs av Martinez 1990. Ateuchus bordoni ingår i släktet Ateuchus och familjen bladhorningar. Inga underarter finns listade.